# روبرت غولوب
روبرت غولوب (مواليد 23 يناير 1967) هو سياسي ورجل أعمال سلوفيني يشغل منصب رئيس حركة الحرية.